# Шагу (Арад)
Шагу (рум. Şagu) насеље је у Румунији у округу Арад у општини Шагу. Oпштина се налази на надморској висини од 136 m.

## Историја
Аустријски царски ревизор Ерлер је 1774. године констатовао да место "Сегентау" припада Сентмиклошком округу, Липовског дистрикта. Ту је римокатоличка црква а становништво је немачко.

## Становништво
Према подацима из 2002. године у насељу је живело 3862 становника.

### Попис2002.
| Расподела становништва по националности 2002.‍ | Расподела становништва по националности 2002.‍ | Расподела становништва по националности 2002.‍ | Расподела становништва по националности 2002.‍ | Расподела становништва по националности 2002.‍ |
| --------------------------------------------- | --------------------------------------------- | --------------------------------------------- | --------------------------------------------- | --------------------------------------------- |
|                                               |                                               |                                               |                                               |                                               |
| Румуни                                        | Румуни                                        |                                               | 3.534                                         | 91,6%                                         |
| Мађари                                        | Мађари                                        |                                               | 145                                           | 3,8%                                          |
| Роми                                          | Роми                                          |                                               | 105                                           | 2,7%                                          |
| Украјинци                                     | Украјинци                                     |                                               | 6                                             | 0,2%                                          |
| Немци                                         | Немци                                         |                                               | 47                                            | 1,2%                                          |
| Словаци                                       | Словаци                                       |                                               | 14                                            | 0,4%                                          |
| Бугари                                        | Бугари                                        |                                               | 8                                             | 0,2%                                          |

### Хронологија
| Година       | 1992 | 1993 | 1994 | 1995 | 1996 | 1997 | 1998 | 1999 | 2000 | 2001 | 2002 | 2003 | 2004 | 2005 | 2006 | 2007 | 2008 | 2009 | 2010 | 2011 | 2012 | 2013 | 2014 | 2015 | 2016 | 2017 |
| ------------ | ---- | ---- | ---- | ---- | ---- | ---- | ---- | ---- | ---- | ---- | ---- | ---- | ---- | ---- | ---- | ---- | ---- | ---- | ---- | ---- | ---- | ---- | ---- | ---- | ---- | ---- |
| Становништво | 3908 | 3856 | 3825 | 3843 | 3807 | 3839 | 3858 | 3866 | 3875 | 3876 | 3908 | 3889 | 3900 | 3918 | 3967 | 4010 | 4068 | 4097 | 4096 | 4100 | 4090 | 4106 | 4118 | 4175 | 4162 | 4197 |